# Osieczki (powiat bytowski)
Osieczki – osada leśna w Polsce położona w województwie pomorskim, w powiecie bytowskim, w gminie Borzytuchom.
Osada wchodzi w skład sołectwa Jutrzenka.
W latach 1975–1998 miejscowość administracyjnie należała do województwa słupskiego.